# 川井貴志
川井 貴志（かわい たかし、1976年9月16日 - ）は、大阪府大阪市住吉区出身の元プロ野球選手（投手）。左投左打。現役投手として最後に在籍した東北楽天ゴールデンイーグルス時代には、「ボブ」という愛称で知られていた。

## 経歴

### プロ入り前
中学生の時に元プロ野球選手の黒田一博 （黒田博樹の実父） が監督を務めるボーイズリーグ・オール住之江に所属していた。
大阪桐蔭高校から城西大学へ進学。3年までは1年上の礒恒之、同期・本柳和也が主力で4年から台頭。大学時代には、首都大学リーグ通算で、6勝5敗という成績を残した。
1998年のプロ野球ドラフト会議で、千葉ロッテマリーンズから3位で指名。契約金8000万円、年俸1000万円（金額は推定）という条件で入団した。背番号は34。同期には小林雅英や里崎智也がいた。

### ロッテ時代
1999年はルーキーながら4月6日に救援投手として福岡ダイエーホークスとのシーズン初戦（福岡ドーム）に登板。6月6日の対西武ライオンズ戦（西武ドーム）では一軍初の先発マウンドに臨んだが、2回2/3を3失点という内容で敗戦投手になった。同年は7試合に登板したが1敗、防御率14.63に終わった。
2000年は当時の一軍監督・山本功児から先発・中継ぎ要員に抜擢。5月3日の対大阪近鉄バファローズ戦（千葉マリンスタジアム）に先発で一軍初勝利を挙げ、22試合に登板して4勝3敗、防御率4.71を記録した。
2001年は首脳陣から先発として一軍への定着を期待されたが、主に中継ぎとして25試合に登板し、防御率も3.38にまで改善させた。シーズン終了後には自身と同じ左投手で、当時読売ジャイアンツに在籍していた工藤公康との合同自主トレを敢行した。
2002年は小林宏之・小林雅英（いずれも右腕投手）と共に一軍で勝利の方程式を形成。8回の小林宏・9回の小林雅につなぐセットアッパーとして、味方が中盤までに勝ち越した試合の7回を中心に、51試合に登板して4勝1敗、防御率2.76と好成績を残した。
2003年は自己最多の54試合に登板し、小林宏と共に2年連続50試合登板を達成。防御率こそ4.42だったが、4勝0敗となった。
2004年はチームに復帰したボビー・バレンタイン一軍監督の構想で中継ぎに専念した。しかし、47試合に登板したが調子が安定せず、防御率は7.11に終わった。
2005年は11試合に登板したが防御率が8.10にまで悪化し、夏場以降は二軍生活を送った。イースタン・リーグではクローザーとして38試合に登板し、7勝4敗9セーブ、防御率1.81の好成績を残した。
2006年はシーズン途中の5月22日に東北楽天ゴールデンイーグルスへの移籍が発表されるまで、一軍公式戦への登板機会がなかった。

### 楽天時代
2006年、新里賢とのトレードで、5月22日に移籍。左腕投手が不足していたチーム事情を背景に、若手の捕手を求めていたロッテとの間でトレードが成立した。背番号は45。救援投手として登板した楽天移籍後初の一軍マウンドで自身2年振りの勝利を挙げると、6月のリーグ戦では、久々に先発投手として登板。セ・パ交流戦で先発陣の一角に入ると、6月18日の対巨人戦（東京ドーム）では、上原浩治と投げ合った末に勝利投手になった。また、チームに貴重な左腕投手として、有銘兼久と共に中継ぎにも起用された。
2007年、イースタン・リーグ公式戦では2完封を含むチームトップの8勝を挙げた。しかし、一軍公式戦では3試合の登板で未勝利に終わった。
2008年、イースタン・リーグ公式戦で最終規定投球回に到達するとともに、チーム2位の7勝を挙げた。しかし、防御率が5.58と悪く、プロ入りしてから初めて一軍登板がなかった。
2009年は公式戦の開幕を二軍で迎えたが、イースタン・リーグ公式戦で防御率2点台の好成績を残したことから、4月28日の対北海道日本ハムファイターズ戦（クリネックススタジアム宮城）で先発投手として自身2年振りの一軍マウンドを踏んだ。4回2/3を投げて自責点0という内容だったが、リック・ショートなど味方野手のエラーがすべて得点に絡んだ影響で4失点を喫した末に、敗戦投手になった。その後も一軍公式戦13試合に登板したが、勝ち星を挙げられなかった。
2010年、一軍公式戦では、中継ぎで登板した対東京ヤクルトスワローズ戦で3年ぶりの勝ち星を挙げた後に、先発陣の一角を担った。先発転向後は、8月18日のオリックス・バファローズ戦（スカイマークスタジアム）に7回1失点でシーズン2勝目を記録すると、9月22日の対日本ハム戦（札幌ドーム）では武田勝に投げ勝った。一軍公式戦全体では、17試合の登板で、3勝7敗、防御率4.59という成績を残した。
2011年は前年に続いて、一軍先発陣の一角を担った。シーズン初登板となった5月23日の対中日ドラゴンズ戦では5回を2失点、5月29日の対阪神タイガース戦では7回途中2失点、6月4日の対巨人戦では6回1失点と好投。しかし、ことごとく打線の援護に恵まれず、3連敗を喫してしまう。7月15日の対オリックス戦（Kスタ宮城）で6回を無失点に抑えてシーズン初勝利を挙げたが、一軍公式戦通算では11試合の登板で、防御率3.38ながら1勝4敗に終わった。
2012年5月2日の対西武戦（西武ドーム）に先発投手としてシーズン初の一軍マウンドを踏むと、5月9日|の同カード（Kスタ宮城）でシーズン初勝利を挙げた。7月10日以降は一軍公式戦での登板機会がなく、防御率2.83ながら、通算8試合の登板で2勝1敗にとどまった。
2013年は公式戦の開幕を二軍で迎えたが、イースタン・リーグ公式戦では、先発登板10試合で4勝1敗、防御率2.49という好成績を残した。6月27日の対西武戦（埼玉県営大宮公園野球場）で、先発投手としてシーズン初の一軍マウンドに臨むと、6回を本塁打による1失点に抑えて一軍でのシーズン初勝利を挙げた。ちなみに、この年のチームでは、開幕から左腕の先発要員が一軍に不在。そのため、川井が先発するまでの公式戦64試合では、左腕投手が1人も先発に起用されなかった。結局、川井自身の登板は6試合にとどまったが、3勝2敗、防御率3.00という成績を残した。
2014年、シーズン初の一軍マウンドだった5月5日の対西武戦（西武ドーム）で、先発投手として5回2/3を無失点に抑えてシーズン初勝利。以降もオール先発で7試合に登板したが、勝ち星を上乗せできなかった。3試合目の登板であった5月20日の対中日ドラゴンズ戦でシーズン初の敗戦投手になると、シーズンの最終登板であった8月3日の対西武戦（いずれも楽天koboスタジアム宮城）まで6連敗を喫している。
2015年4月17日の対日本ハム戦（コボスタ宮城）に、救援投手としてシーズン初の一軍公式戦登板。1イニングを無失点に抑えたものの、8月9日の対日本ハム戦（札幌ドーム）でシーズン初先発を果たすまで、二軍での調整に明け暮れた。一軍公式戦全体では、5試合に登板（4試合に先発）したものの、0勝2敗、防御率6.00と精彩を欠いた。
2016年5月25日の対西武戦（西武プリンスドーム）で、先発投手としてシーズン初の一軍マウンドに臨んだ。しかし、4回5失点という内容で敗戦投手になった。6月15日の対巨人戦（東京ドーム）でも先発に起用されたが結果を残せず、二軍調整を経て、9月の一軍復帰後は救援で公式戦3試合に登板。翌2017年の戦力構想に入らなかったことから、9月28日のイースタン・リーグ最終戦で先発投手として1イニングを投げると、翌9月29日にこのシーズン限りでの現役引退を表明した。
10月2日に本拠地のコボスタ宮城で臨んだ引退会見では、「2007年から2年続けて（一軍で）勝てなくても、楽天球団は僕を残してくれた。それからの登板試合ではすべて、引退試合のつもりで投げていた」との真情を吐露。さらに、「プロの投手は勝たないと意味がない。執念を出して頑張ってもらいたい」という言葉で、後輩の投手にエールを送った。10月17日付で、NPBから任意引退選手として公示。なお、球団では川井の引退表明を受けて、11月23日のファン感謝祭で栗原健太・牧田明久・長谷部康平との合同引退セレモニーの開催を計画した。しかし、川井だけは、自身の意向でセレモニーの出席を辞退している。

### 現役引退後
楽天の打撃投手に転身。2016年11月の秋季キャンプでは、現役投手として結んだ契約との兼ね合いで、背番号45のユニフォームを着用しながら打撃投手を務めた。
2017年1月10日付で、楽天球団のチーム戦略室戦略R&Dグループに配属。当初は二軍の打撃投手を兼務していたが、同年のシーズン中には、本拠地のトラックマンなどで計測された投球データの分析業務に事実上専念していた。
2017年限りで楽天球団を退団すると、2018年から株式会社DELTAのコーディネーターに就任。楽天球団のチーム戦略室で投球データの判断基準作りにも取り組んだ経験を背景に、セイバーメトリクス関連のセミナーや各種メディアへ登場している。その一方で、2018年5月からは、「狭山西武ボーイズ」（小野剛が代表・福井敬治が監督を務める埼玉県内の少年野球チーム）のトレーニングコーチも務める。

## 選手としての特徴・人物
ストレートの球速は、平均140km/h前半とスピードは無いが、スライダーを軸にスクリューやスローカーブなどを投げ分ける技巧派左腕。
楽天移籍後の2010年以降は、長期にわたって一軍の先発ローテーションに加わることがなかった。しかし、夏場以降の試合や、開幕から先発ローテーションに入っていた投手が疲労・不調の場合に先発で好投することが相次いだ。そのため、当時の一軍監督だった星野仙一からは、「困った時のボブ」と呼ばれるほど信頼されていた。川井自身も、引退会見で「（自分の調子が）良い時に一軍へ上げてもらえた。『困った時のボブ』と言ってもらえたことに感謝している」との言葉で、星野への感謝の意を示した。
楽天の現役投手時代には、「（登板した試合で対戦相手の打者に安打や本塁打を）打たれた原因や、次に（同じ打者との対戦で）対処すべきことを知りたい」という意識が強く、当時チームに在籍していた選手ではいち早くパソコンをパフォーマンス・データの自己分析に活用。直近の登板試合での投球動画から原因や対処法を独自に割り出したうえで、登板翌日の練習メニューに反映させていた。投球データをパフォーマンスの向上につなげるための仕組み作りを、シーズン終了後の契約交渉で球団に要望したこともある。現役からの引退後に配属されたチーム戦略室では、このような経験や要望を踏まえて、自分で分析したパフォーマンス・データを根拠に選手、コーチ、トレーナーと対話する役割も担っていた。

## 詳細情報

### 年度別投手成績
| 年 度      | 球 団      | 登 板 | 先 発 | 完 投 | 完 封 | 無 四 球 | 勝 利 | 敗 戦 | セ 丨 ブ | ホ 丨 ル ド | 勝 率 | 打 者 | 投 球 回 | 被 安 打 | 被 本 塁 打 | 与 四 球 | 敬 遠 | 与 死 球 | 奪 三 振 | 暴 投 | ボ 丨 ク | 失 点 | 自 責 点 | 防 御 率 | W H I P |
| ---------- | ---------- | ----- | ----- | ----- | ----- | -------- | ----- | ----- | -------- | ----------- | ----- | ----- | -------- | -------- | ----------- | -------- | ----- | -------- | -------- | ----- | -------- | ----- | -------- | -------- | ------- |
| 1999       | ロッテ     | 7     | 1     | 0     | 0     | 0        | 0     | 1     | 0        | 0           | .000  | 45    | 8.0      | 14       | 2           | 8        | 0     | 0        | 5        | 0     | 1        | 13    | 13       | 14.63    | 2.75    |
| 2000       | ロッテ     | 22    | 7     | 1     | 0     | 0        | 4     | 3     | 0        | 0           | .571  | 228   | 49.2     | 53       | 2           | 26       | 2     | 8        | 21       | 1     | 1        | 31    | 26       | 4.71     | 1.59    |
| 2001       | ロッテ     | 25    | 3     | 1     | 0     | 0        | 2     | 2     | 0        | 0           | .500  | 181   | 42.2     | 35       | 4           | 21       | 0     | 2        | 24       | 0     | 0        | 17    | 16       | 3.38     | 1.31    |
| 2002       | ロッテ     | 51    | 4     | 0     | 0     | 0        | 4     | 1     | 0        | 0           | .800  | 337   | 78.1     | 75       | 5           | 28       | 3     | 3        | 75       | 0     | 0        | 27    | 24       | 2.76     | 1.31    |
| 2003       | ロッテ     | 54    | 2     | 0     | 0     | 0        | 4     | 0     | 0        | 0           | 1.000 | 320   | 75.1     | 69       | 6           | 26       | 1     | 2        | 65       | 1     | 0        | 40    | 37       | 4.42     | 1.26    |
| 2004       | ロッテ     | 47    | 0     | 0     | 0     | 0        | 2     | 3     | 0        | 0           | .400  | 236   | 49.1     | 70       | 10          | 19       | 4     | 4        | 36       | 1     | 0        | 42    | 39       | 7.11     | 2.15    |
| 2005       | ロッテ     | 11    | 0     | 0     | 0     | 0        | 0     | 0     | 0        | 1           | ----  | 65    | 13.1     | 23       | 3           | 4        | 0     | 1        | 3        | 0     | 0        | 12    | 12       | 8.10     | 2.03    |
| 2006       | 楽天       | 13    | 2     | 0     | 0     | 0        | 2     | 1     | 0        | 0           | .667  | 83    | 19.2     | 21       | 2           | 5        | 0     | 1        | 11       | 1     | 0        | 12    | 9        | 4.12     | 1.32    |
| 2007       | 楽天       | 3     | 0     | 0     | 0     | 0        | 0     | 0     | 0        | 0           | ----  | 16    | 3.2      | 4        | 1           | 2        | 0     | 0        | 3        | 0     | 0        | 4     | 4        | 9.82     | 1.64    |
| 2009       | 楽天       | 14    | 3     | 0     | 0     | 0        | 0     | 2     | 0        | 1           | .000  | 142   | 32.2     | 34       | 2           | 12       | 0     | 3        | 17       | 1     | 0        | 17    | 13       | 3.58     | 1.41    |
| 2010       | 楽天       | 17    | 12    | 0     | 0     | 0        | 3     | 7     | 0        | 0           | .300  | 306   | 66.2     | 81       | 7           | 28       | 1     | 2        | 28       | 2     | 0        | 39    | 34       | 4.59     | 1.64    |
| 2011       | 楽天       | 11    | 11    | 0     | 0     | 0        | 1     | 4     | 0        | 0           | .200  | 227   | 50.2     | 57       | 4           | 14       | 0     | 4        | 29       | 0     | 0        | 22    | 19       | 3.38     | 1.40    |
| 2012       | 楽天       | 8     | 5     | 0     | 0     | 0        | 2     | 1     | 0        | 1           | .667  | 127   | 28.2     | 32       | 4           | 6        | 0     | 4        | 10       | 0     | 0        | 10    | 9        | 2.83     | 1.33    |
| 2013       | 楽天       | 6     | 6     | 0     | 0     | 0        | 3     | 2     | 0        | 0           | .600  | 122   | 30.0     | 33       | 3           | 5        | 0     | 0        | 13       | 0     | 0        | 10    | 10       | 3.00     | 1.27    |
| 2014       | 楽天       | 8     | 8     | 0     | 0     | 0        | 1     | 6     | 0        | 0           | .143  | 179   | 40.1     | 46       | 4           | 16       | 1     | 2        | 27       | 0     | 0        | 23    | 21       | 4.69     | 1.54    |
| 2015       | 楽天       | 5     | 4     | 0     | 0     | 0        | 0     | 2     | 0        | 0           | .000  | 81    | 18.0     | 24       | 5           | 3        | 0     | 0        | 11       | 0     | 0        | 14    | 12       | 6.00     | 1.50    |
| 2016       | 楽天       | 5     | 2     | 0     | 0     | 0        | 0     | 1     | 0        | 0           | .000  | 75    | 15.1     | 23       | 2           | 6        | 0     | 0        | 7        | 0     | 0        | 17    | 14       | 8.22     | 1.89    |
| 通算：18年 | 通算：18年 | 307   | 70    | 2     | 0     | 0        | 28    | 36    | 0        | 3           | .438  | 2770  | 622.1    | 694      | 66          | 229      | 12    | 36       | 385      | 7     | 2        | 350   | 312      | 4.51     | 1.48    |

### 記録
- 初登板：1999年4月6日、対福岡ダイエーホークス1回戦（福岡ドーム）、8回裏1死に4番手で救援登板・完了、2/3回無失点
- 初奪三振：同上、8回裏に浜名千広から
- 初先発登板：1999年6月6日、対西武ライオンズ12回戦（西武ドーム）、2回2/3を3失点で敗戦投手
- 初勝利・初先発勝利：2000年5月3日、対大阪近鉄バファローズ5回戦（千葉マリンスタジアム）、5回1失点
- 初完投勝利：2000年9月8日、対大阪近鉄バファローズ22回戦（千葉マリンスタジアム）、9回1失点
- 初ホールド：2005年6月4日、対阪神タイガース5回戦（阪神甲子園球場）、6回裏に2番手で救援登板、1回無失点

### 背番号
- 34 （1999年 - 2006年途中）
- 45 （2006年途中 - 2016年）
- 107 （2017年）

### 登場曲
- 『CHALLENGER〜俺たち挑戦者〜』OZ ハルキ （2010年 - ）